# 646684 Boaca
646684 Boaca è un asteroide della fascia principale interna. Scoperto nel 2014, presenta un'orbita caratterizzata da un semiasse maggiore pari a 1,975915 UA e da un'eccentricità di 0,030977, inclinata di 24,261834° rispetto all'eclittica.